# Давид Серпуховский
Давид Серпуховский (в миру Даниил; 1450-е — 1520) — преподобный Русской православной церкви; основатель Вознесенской Давидовой пустыни близ города Серпухова.
Даниил появился на свет в начале 1450-х годов. Предание о том, что Даниил имел знатное происхождение (предположительно из князей Вяземских) не нашло должных доказательств и этот вопрос остается открытым.

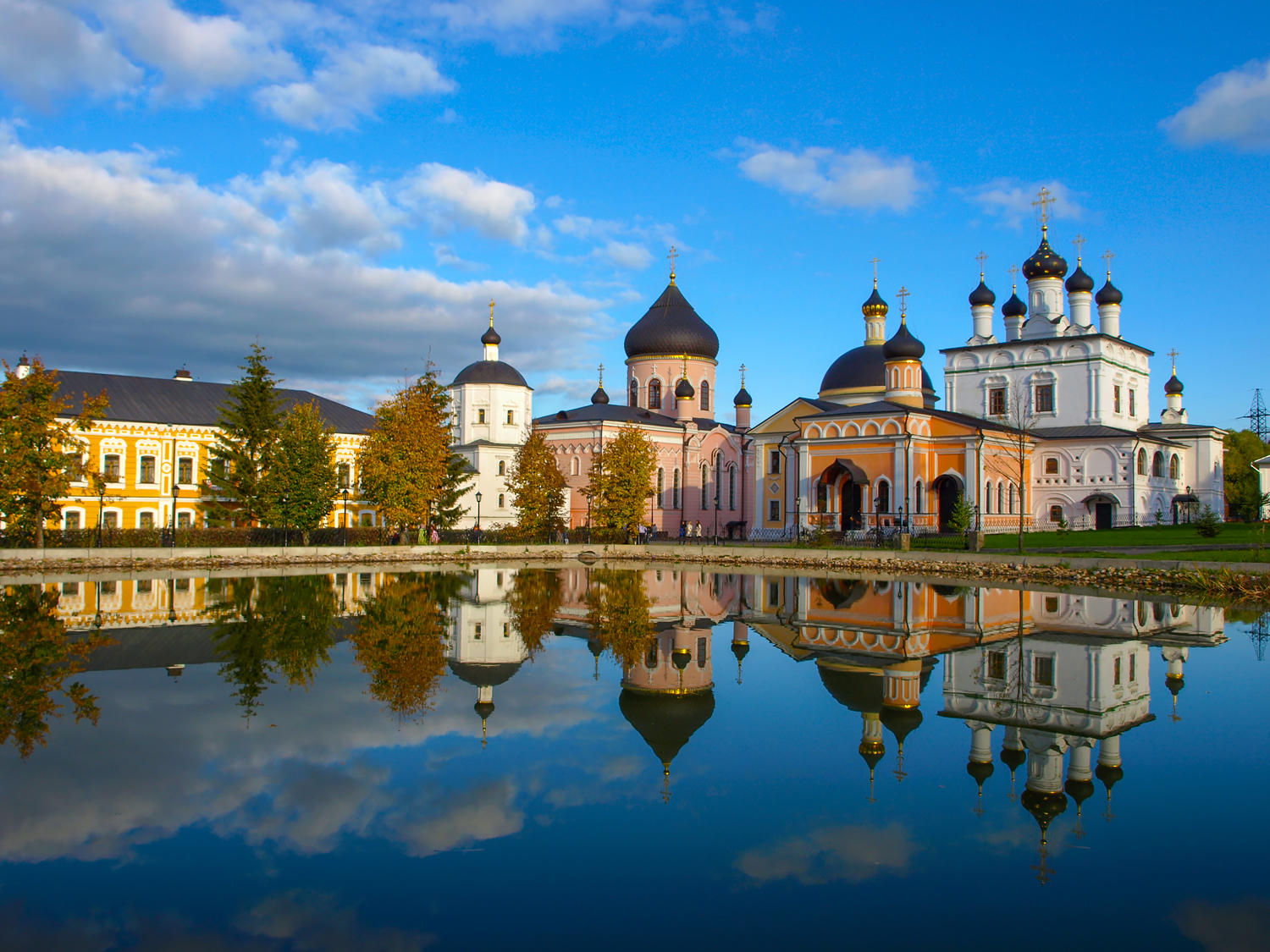
Вознесенская Давидова пустынь

Даниил постригся в монашество в Пафнутьево-Боровском монастыре с именем Давида (в память о греческом Святом Давиде Солунском), постриг совершил основатель обители монах Пафнутий Боровский, ныне почитаемый в лике Святых.
В 1477 году, вскоре после смерти Пафнутия Боровского, Давид, вместе с двумя послушниками и двумя мирскими жителями, оставил Пафнутьево-Боровский монастырь.
31 мая 1515 года Давид со своими спутниками остановился на берегу реки Лопасни, в паре десятков километров от города Серпухова на землях принадлежащих князю Василию Семеновичу Стародубскому, сыну князя Семена Ивановича из рода Можайских князей (Рюриковичи). Здесь они обустроили первые строения, а затем воздвигли Храм Вознесения Господня, который положил начало пустынной обители, известной под именем Давидовой Вознесенской пустыни. Рядом с обителью Давид посадил липовую рощу.
Согласно монастырскому преданию, 15 (25) августа 1515 братию посетил преподобный Иосиф Волоцкий, благословивший основание монастыря.
Давид Серпуховский скончался 18 октября 1520 года в обустроенной им пустыни; мощи его почивают под спудом в соборном храме. Память о преподобном отмечается в день его смерти и вместе с Собором Московских святых.